# 朗镇 (安省)
朗镇（法語：Lent，法語發音：[lɑ̃] ⓘ）是法国安省的一个市镇，位于该省中部偏西，栋布平原上。

## 地理
朗镇（46°7'10"N, 5°11'45"E）面积31.48 平方千米，位于法国奥弗涅-罗讷-阿尔卑斯大区安省，该省份为法国东部省份，北起汝拉省，西北接索恩-卢瓦尔省，西接罗讷省和里昂大都会，南至伊泽尔省，东与萨瓦省、上萨瓦省和瑞士接壤。
与朗镇接壤的市镇（或旧市镇、城区）包括：塞尔蒂讷、韦勒河畔栋皮埃尔、佩罗纳斯、圣尼济耶勒代塞尔、圣保罗德瓦拉克斯、塞尔瓦斯、拉特朗克利耶尔。
朗镇的时区为UTC+01:00、UTC+02:00（夏令时）。

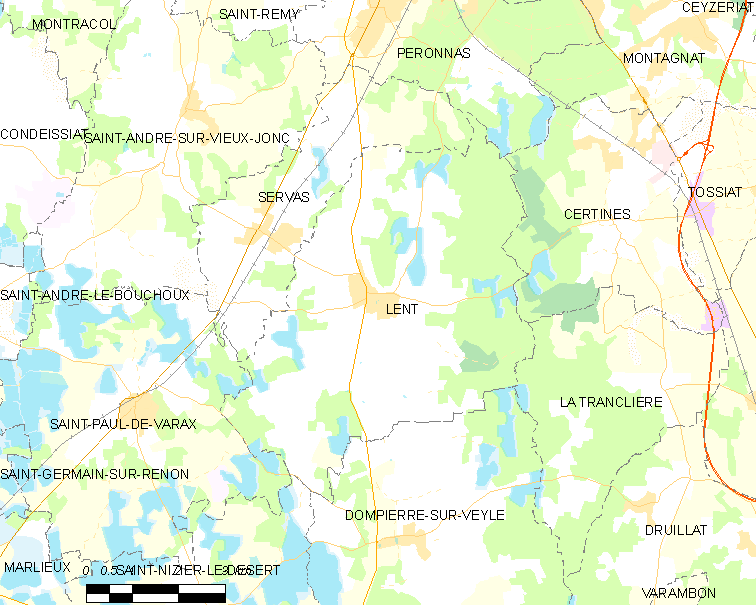
朗镇的OSM定位图

## 行政
朗镇的邮政编码为01240，INSEE市镇编码为01211。

## 政治
朗镇所属的省级选区为塞泽里亚县、canton of Péronnas。

## 人口

1962-2008年间朗镇人口变化图示

朗镇于2022年1月1日时的人口数量为1459人。